# Mistrzostwa Świata w Kolarstwie BMX 2011
16. Mistrzostwa świata w kolarstwie BMX 2011 odbyły się w stolicy Danii - Kopenhadze, w dniach 27 - 31 lipca 2011 roku. W porównaniu z poprzednimi latami w programie zaszła jedna zmiana - konkurencja cruiser we wszystkich kategoriach zastąpiona została przez jazdę na czas. Rozegrano więc osiem konkurencji: wyścig elite i juniorów oraz jazdę na czas elite i juniorów, zarówno dla kobiet jak i mężczyzn. W klasyfikacji medalowej zwyciężyli reprezentanci Australii zdobywając łącznie pięć medali, w tym trzy złote.

## Medaliści
| Konkurencja:           | Złoto:              | Srebro:           | Brąz:           |
| Klasyfikacja mężczyzn  |                     |                   |                 |
| Elite                  | Joris Daudet        | Māris Štrombergs  | Marc Willers    |
| Jazda na czas          | Andrè Fosså Aguiluz | Jelle van Gorkom  | Brian Kirkham   |
| Juniorzy               | Alfredo Campo       | Trent Woodcock    | Antonin Dupire  |
| Jazda na czas juniorów | Darryn Goodwin      | Trent Woodcock    | Thomas Doucet   |
| Klasyfikacja kobiet    |                     |                   |                 |
| Elite                  | Mariana Pajón       | Sarah Walker      | Magalie Pottier |
| Jazda na czas          | Shanaze Reade       | Caroline Buchanan | Mariana Pajón   |
| Juniorki               | Melinda McLeod      | Abbie Taylor      | Brooke Crain    |
| Jazda na czas juniorek | Melinda McLeod      | Brooke Crain      | Nadja Pries     |

## Tabela medalowa
| Miejsce | Państwo           | Złoto | Srebro | Brąz | Razem |
| ------- | ----------------- | ----- | ------ | ---- | ----- |
| 1       | Australia         | 3     | 1      | 1    | 5     |
| 2       | Wielka Brytania   | 1     | 1      | 0    | 2     |
| 3       | Francja           | 1     | 0      | 3    | 4     |
| 4       | Kolumbia          | 1     | 0      | 1    | 2     |
| 5       | Ekwador           | 1     | 0      | 0    | 1     |
|         | Norwegia          | 1     | 0      | 0    | 1     |
| 7       | Nowa Zelandia     | 0     | 3      | 1    | 4     |
| 8       | Stany Zjednoczone | 0     | 1      | 1    | 2     |
| 9       | Holandia          | 0     | 1      | 0    | 1     |
|         | Łotwa             | 0     | 1      | 0    | 1     |
| 11      | Niemcy            | 0     | 0      | 1    | 1     |